# 宮崎謙介
宮崎謙介（1981年1月17日—），日本男性政治家，自由民主黨黨員，眾議院議員（當選2期）。
妻子是眾議院議員金子惠美。

## 經歷
1981年 - 出生於東京，2歲至7歲父親在一家菲律賓貿易公司工作。
1999年 - 早稻田大學高中畢業。
2003年 - 早稻田大學商学部畢業。
2003年 - 加入了日本人壽保險公司。
2004年 - 轉行到臨時人力資源公司工作。
2005年 - 轉行Drecom IT創業有限公司。
2007年 - 創立了新的傳統。
2011年 - 因為有親戚、童年熟悉的人居於伏見區，故任命為自由民主黨京都第三選舉區支行行長。
2012年 - 第46屆日本眾議院議員總選舉，首次代表自由民主黨（京都3區）出選並當選。
2014年 - 第47屆日本眾議院議員總選舉再次當選。
2016年 - 由於被《週刊文春》揭發婚外情而辭去眾議員職務。

## 外部連結
- 宮崎謙介官方網站（页面存档备份，存于）